# Іванківці (Хмельницька міська громада)
Іва́нківці — село в Україні, у Хмельницькій міській громаді Хмельницького району Хмельницької області. Населення становить 801 особу.

## Історія
За адміністративним поділом XVI століття входило у Летичівський повіт з назвою Іванківці Олешинські. За адміністративним поділом XIX століття — Проскурівський повіт. За адміністративним поділом XX століття включено у Хмельницький район.
Іванківці та ще три села колишнього Проскурівського староства наприкінці XVIII століття російська імператриця Катерина II подарувала графові Івану Гудовичу. Далі власником села став його син — генерал-майор у відставці Кирило Гудович.
1890 року на території сільського цвинтаря збудовано кам'яну церкву Святого Григорія Богослова, яку в роки революції було закрито. В роки незалежності роботу храму відновлено.
1925 року Задвірняк Максим Євменович був хіротонізований на єпископа Проскурівського з перебуванням у селі Іванківці Олешинські.
18 липня 2017 року митрополит Хмельницький і Кам'янець-Подільський Антоній в Іванківцях освятив храм на честь преподобного Афанасія Афонського.

## Інфраструктура
У селі є фельдшерський пункт та Іванковецький НВК.

## Населення

### Мова
Розподіл населення за рідною мовою за даними перепису 2001 року:
| Мова            | Кількість | Відсоток |
| --------------- | --------- | -------- |
| українська      | 747       | 98.94%   |
| російська       | 4         | 0.53%    |
| інші/не вказали | 4         | 0.53%    |
| Усього          | 755       | 100%     |

## Відомі люди
- Чекірда Віктор (Чорний Ворон) — військовий діяч часів УНР, повстанський отаман.
- Дідух Володимир Євгенович (1937—2016) — співак. Шевченківська премія 1985 року за концертні програми 1982—1984 років.
- Дідух Анатолій Павлович (07.10.1930) — український спортсмен (лижник і веслувальник на каное), спортивний педагог, заслужений тренер УРСР, відмінник народної освіти УРСР.
- Безносюк Дарина Геннадіївна — художниця, фотограф, власниця малого бізнесу.

## Галерея

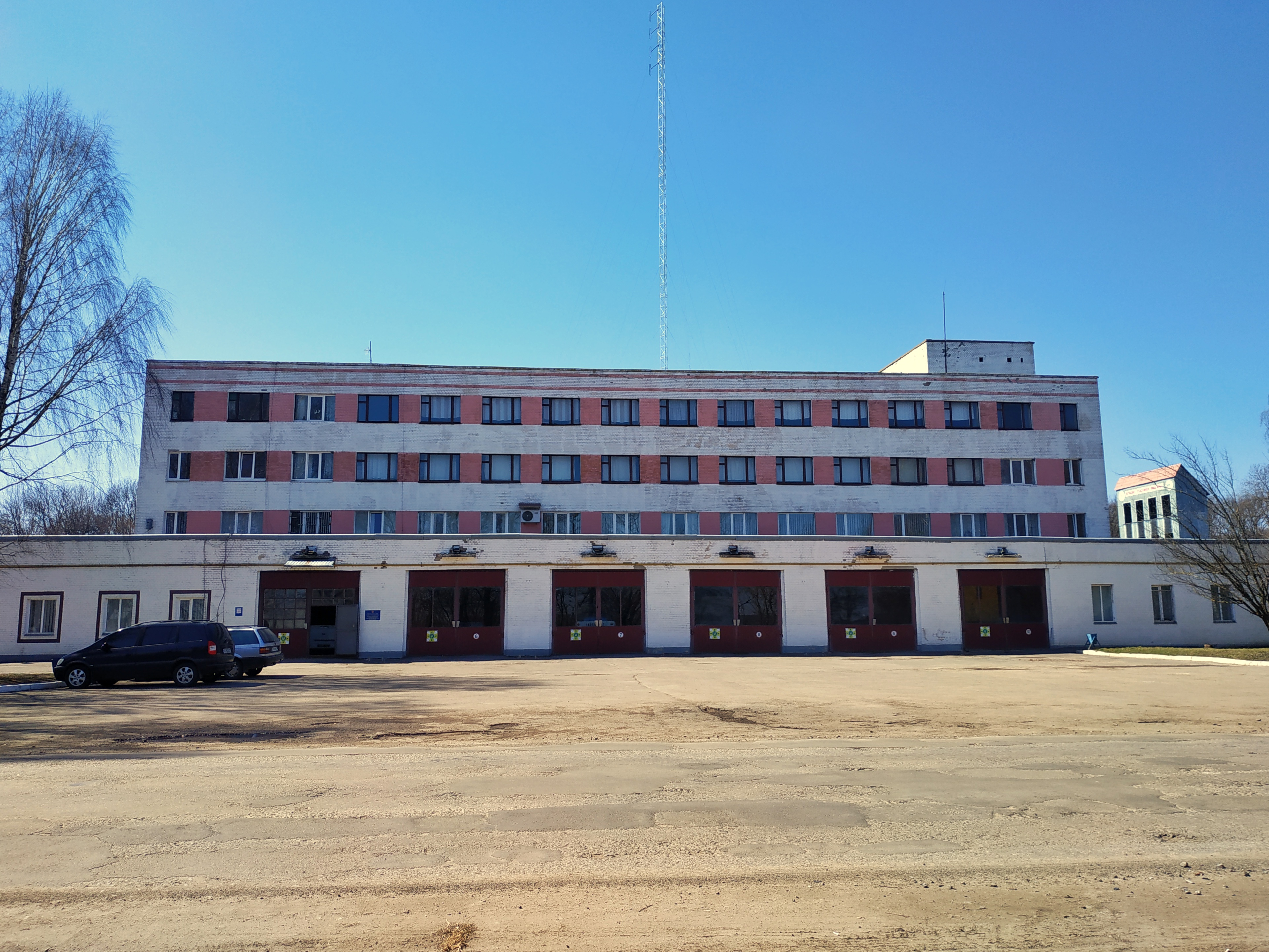
Пожежна частина біля села
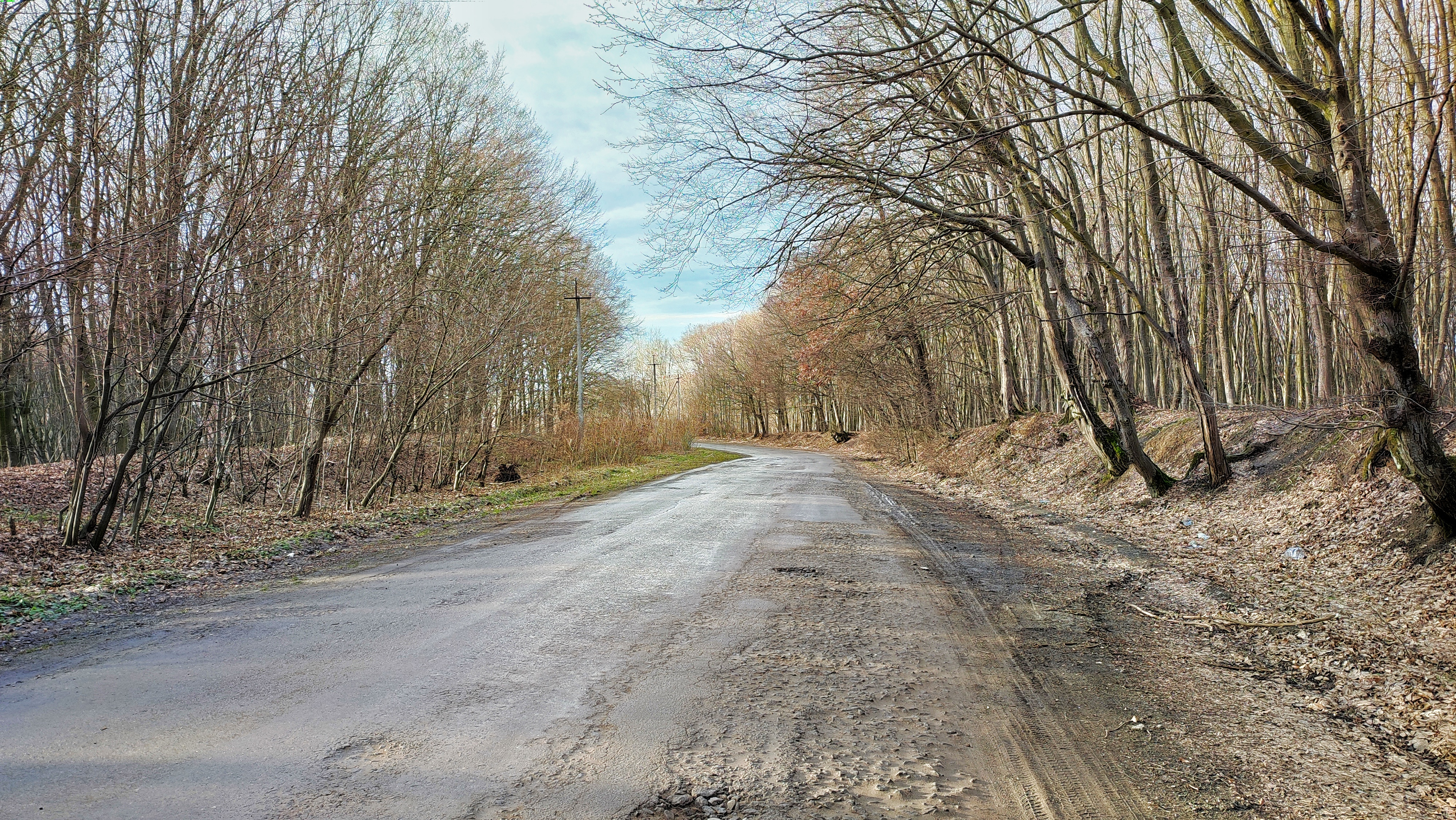
Дорога на село
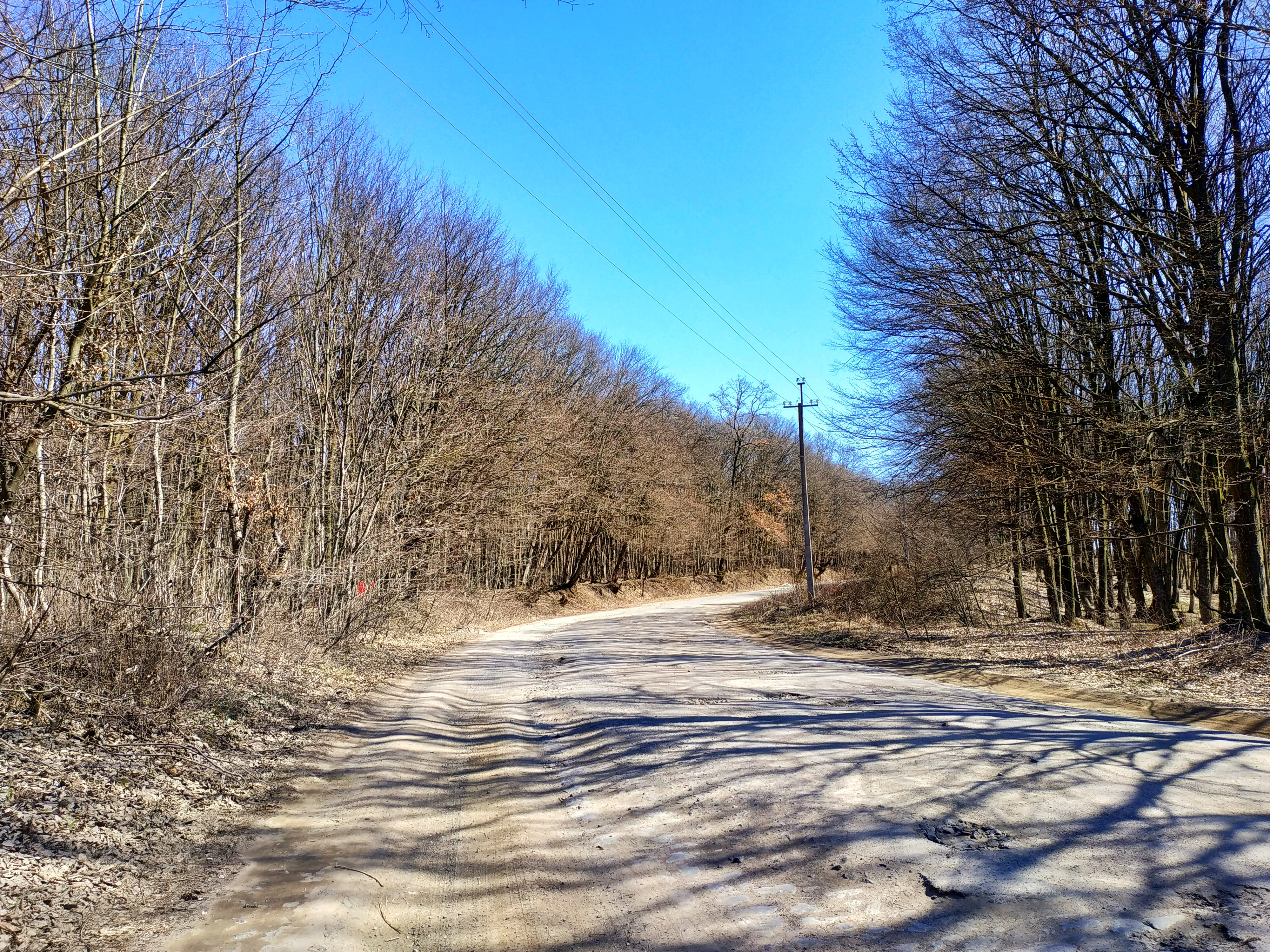
Дорога з села в бік міста
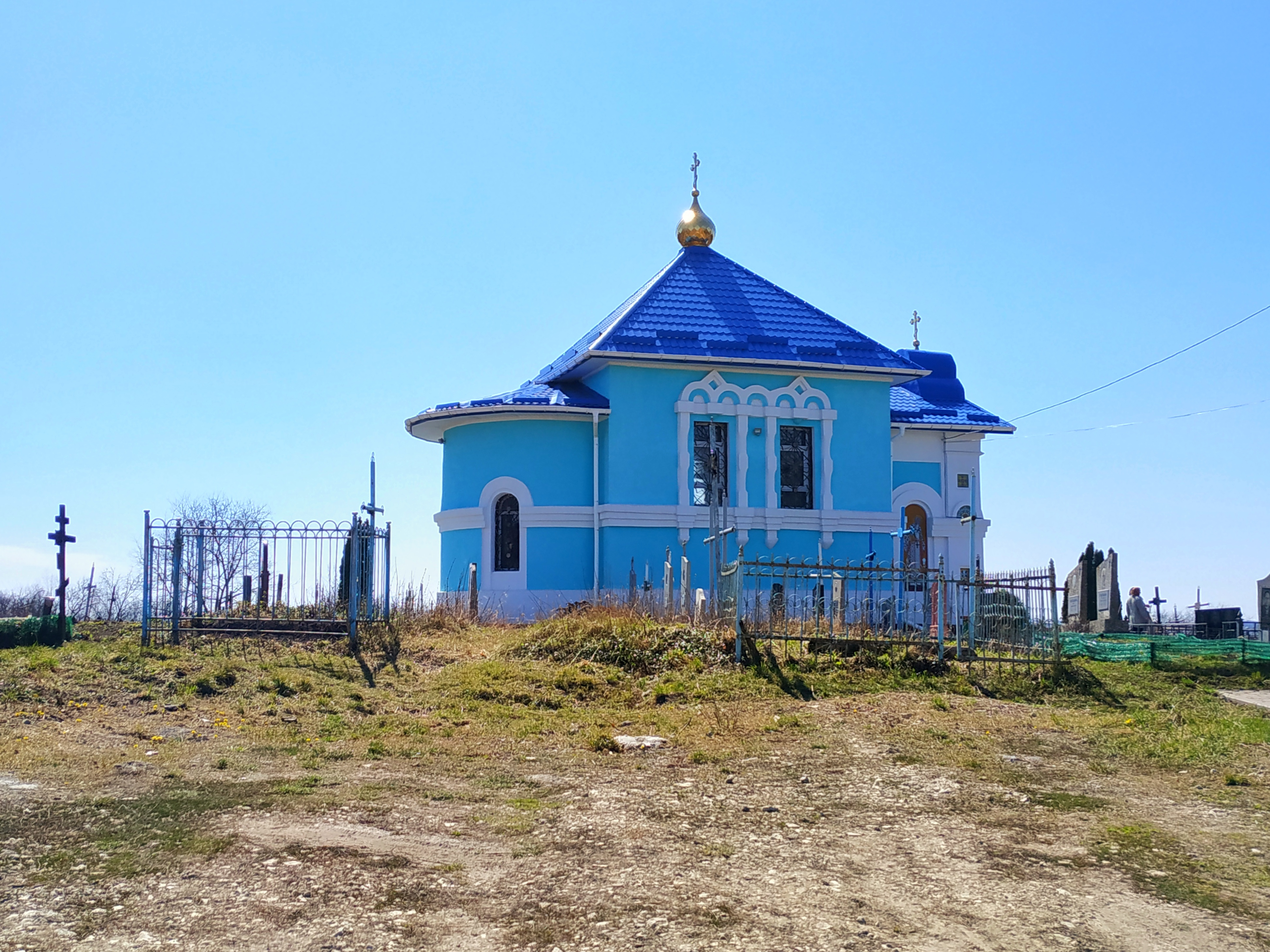
Стара церква Григорія Богослова (1890-ті роки)
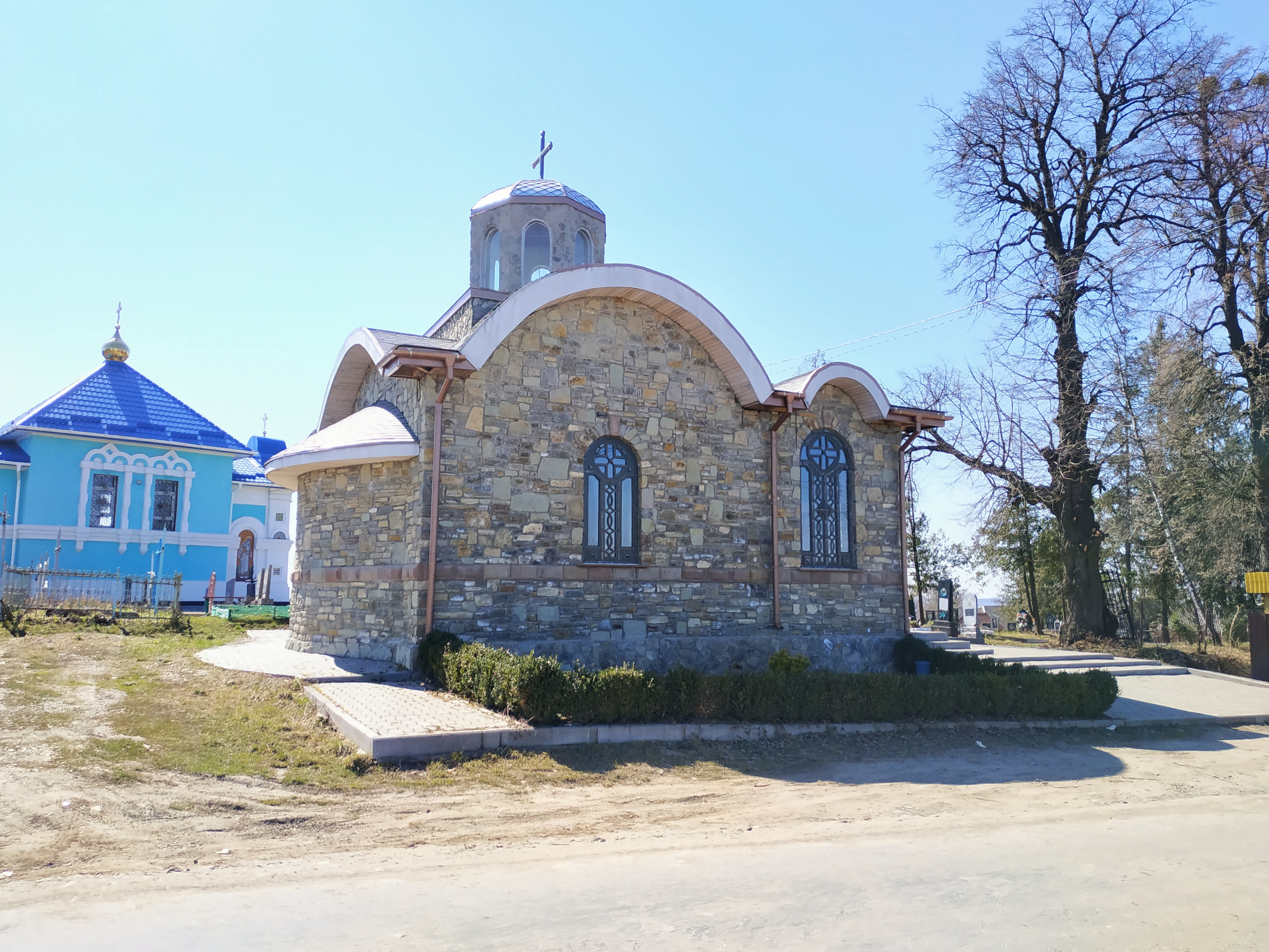
Нова церква
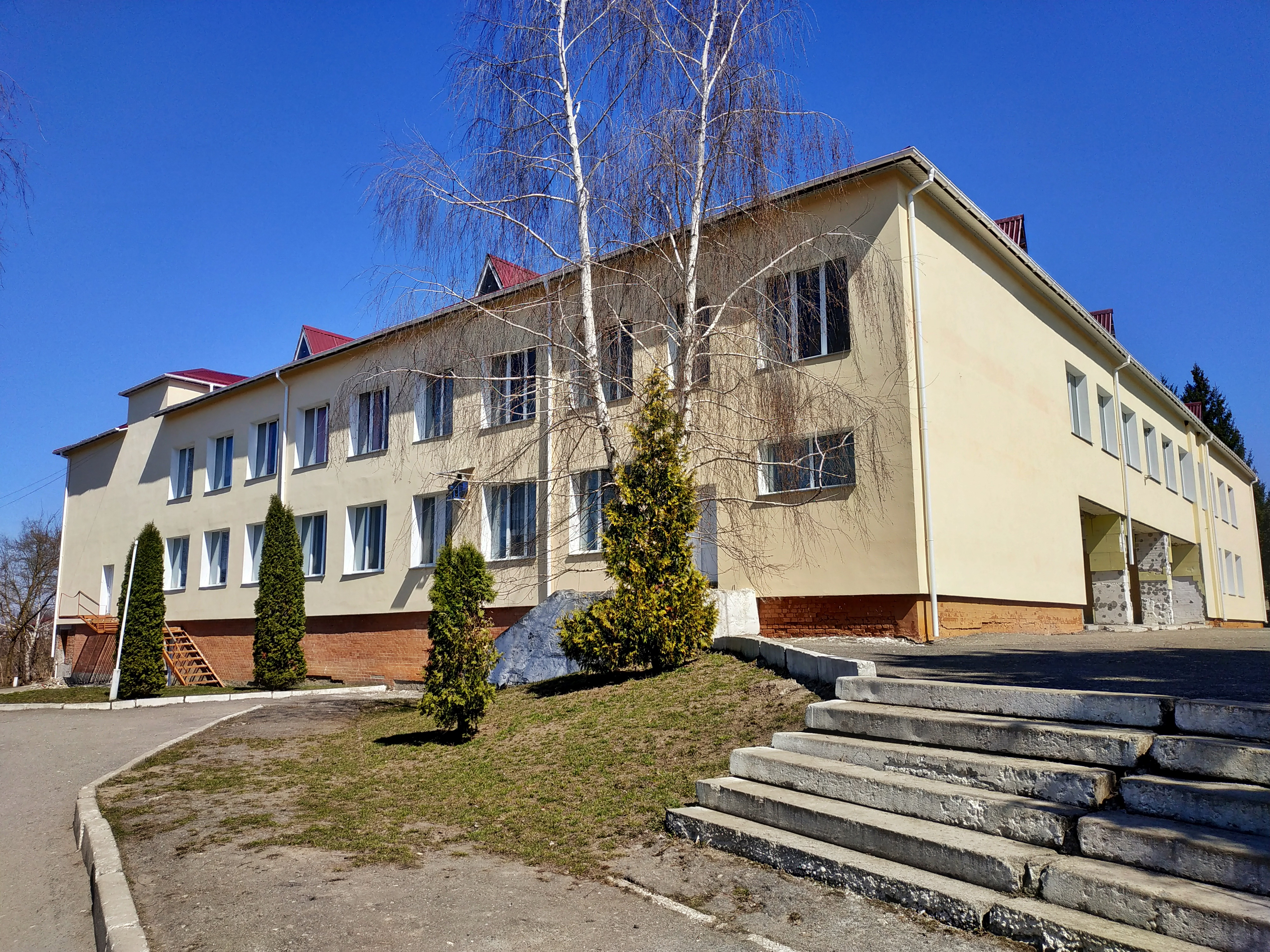
Іванковецький НВК
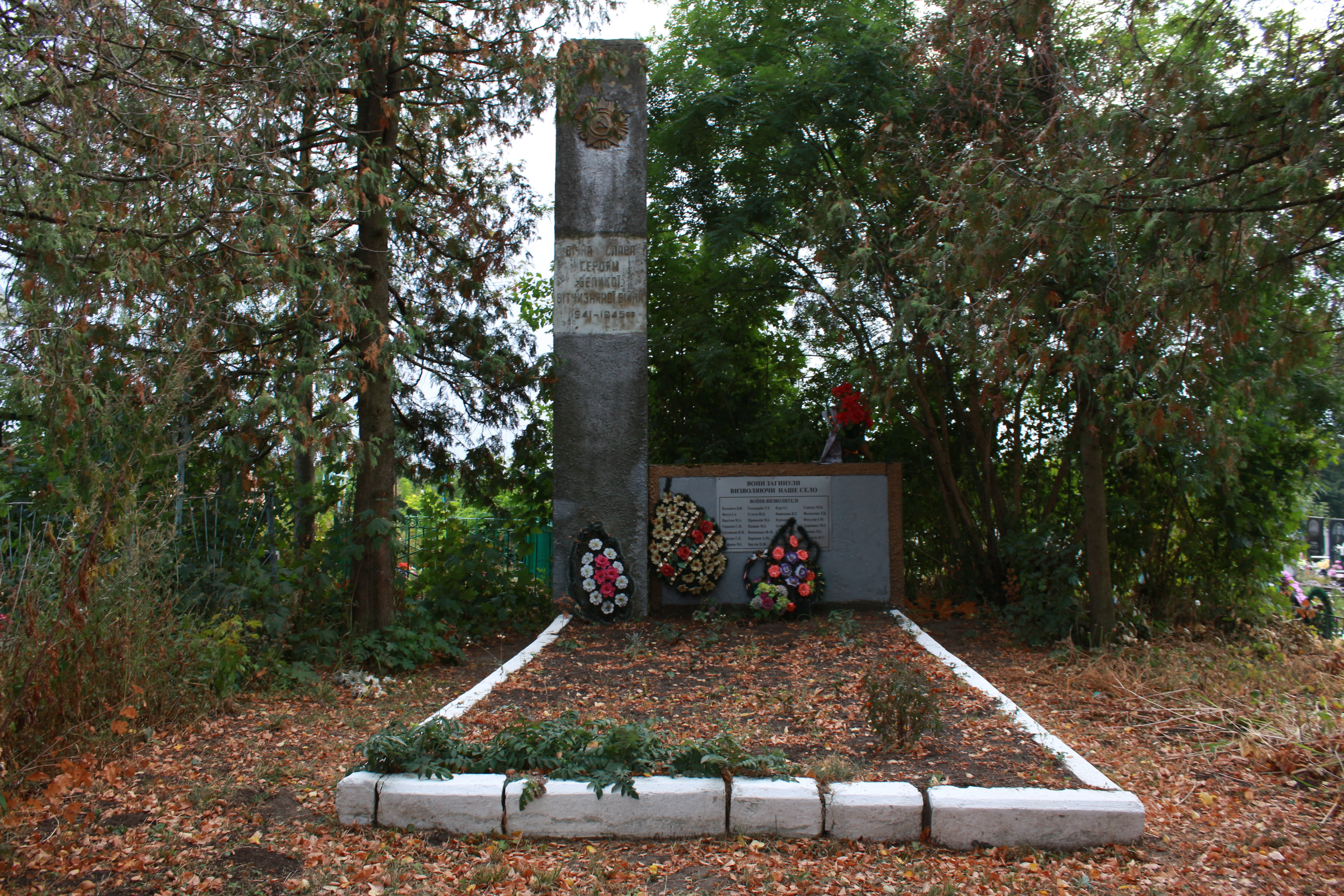
Пам'ятний знак на честь воїнів-односельців, село Іванківці
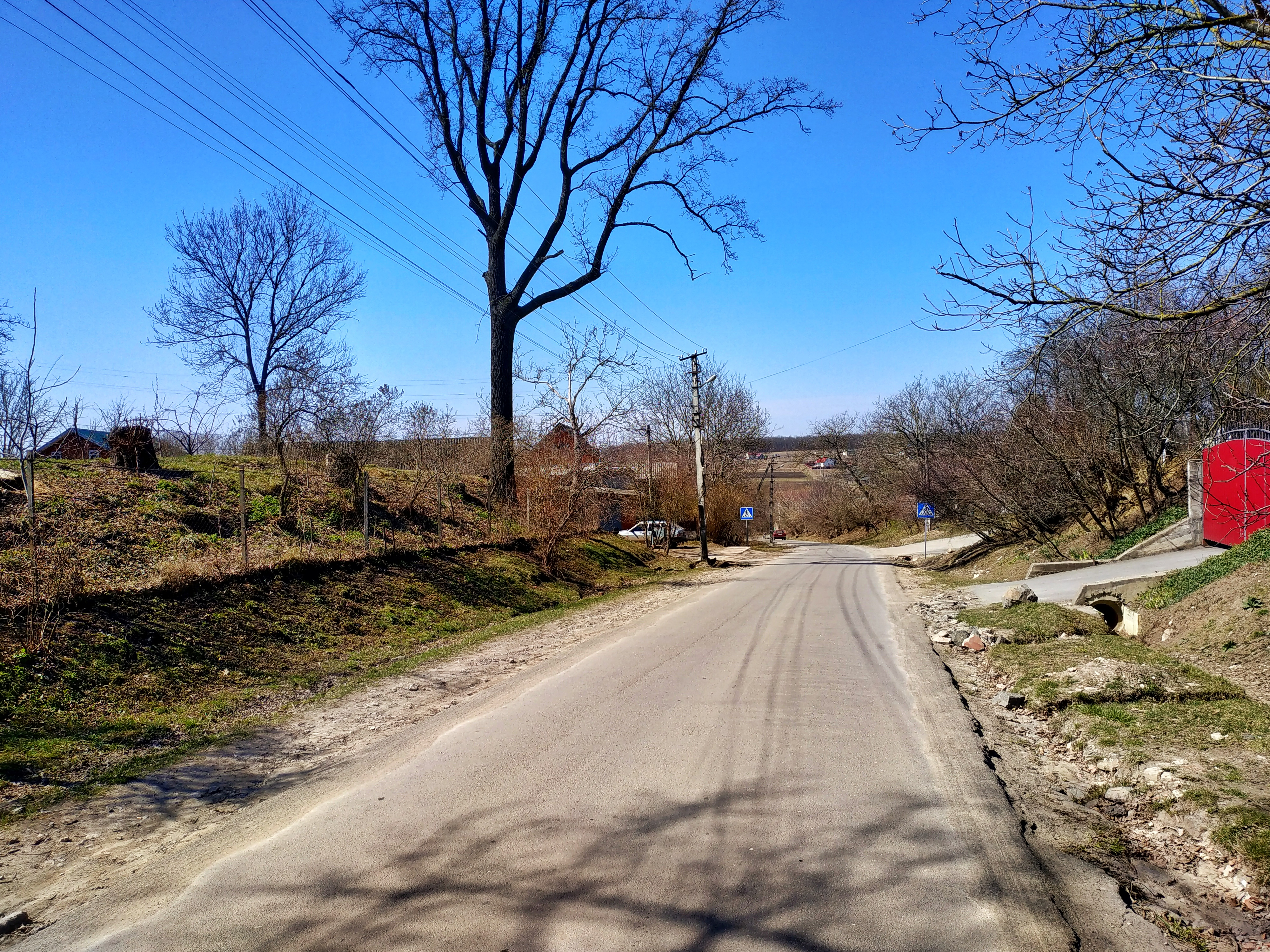
Вулиця Левицького
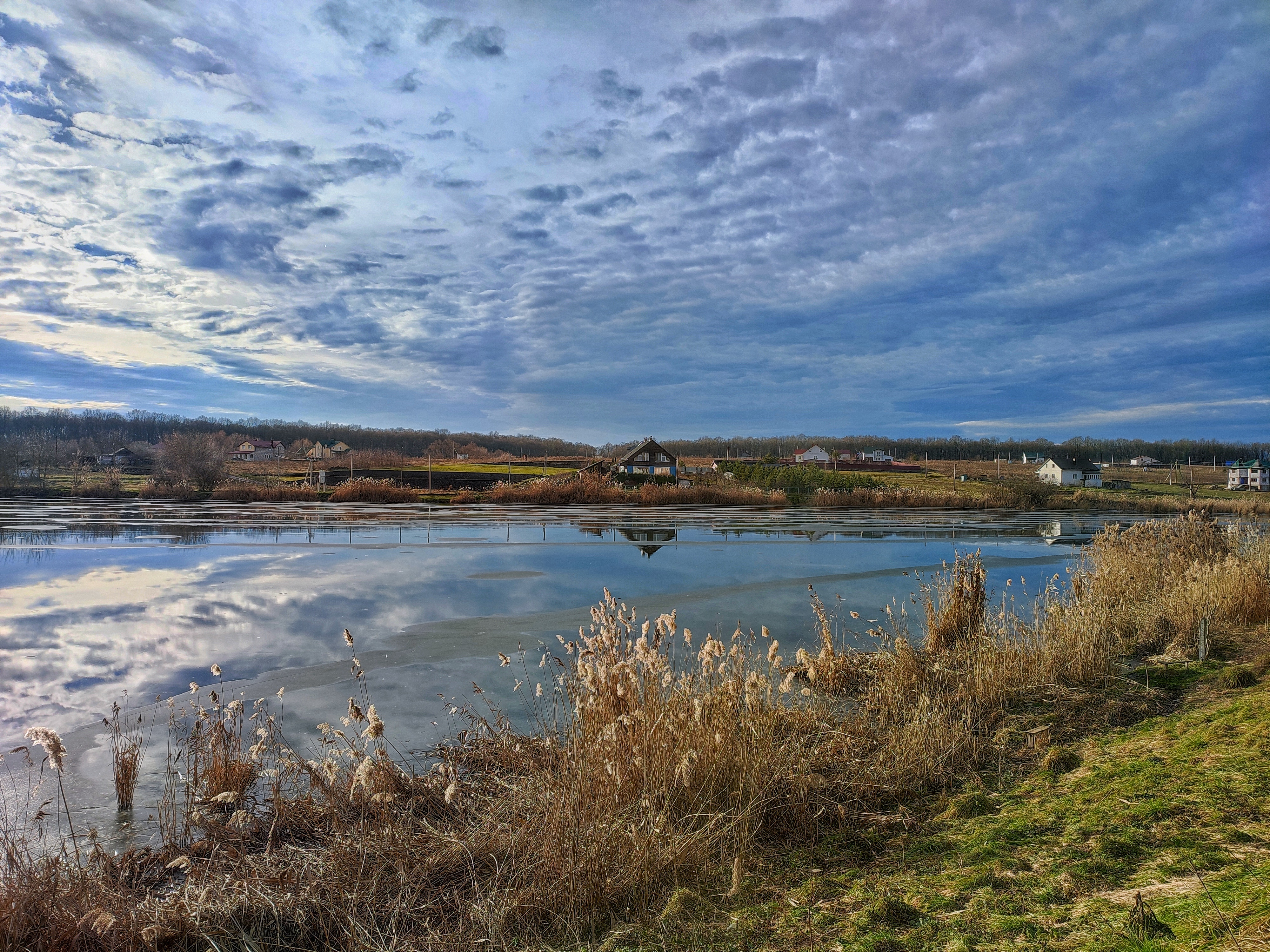
Озеро на західній околиці села
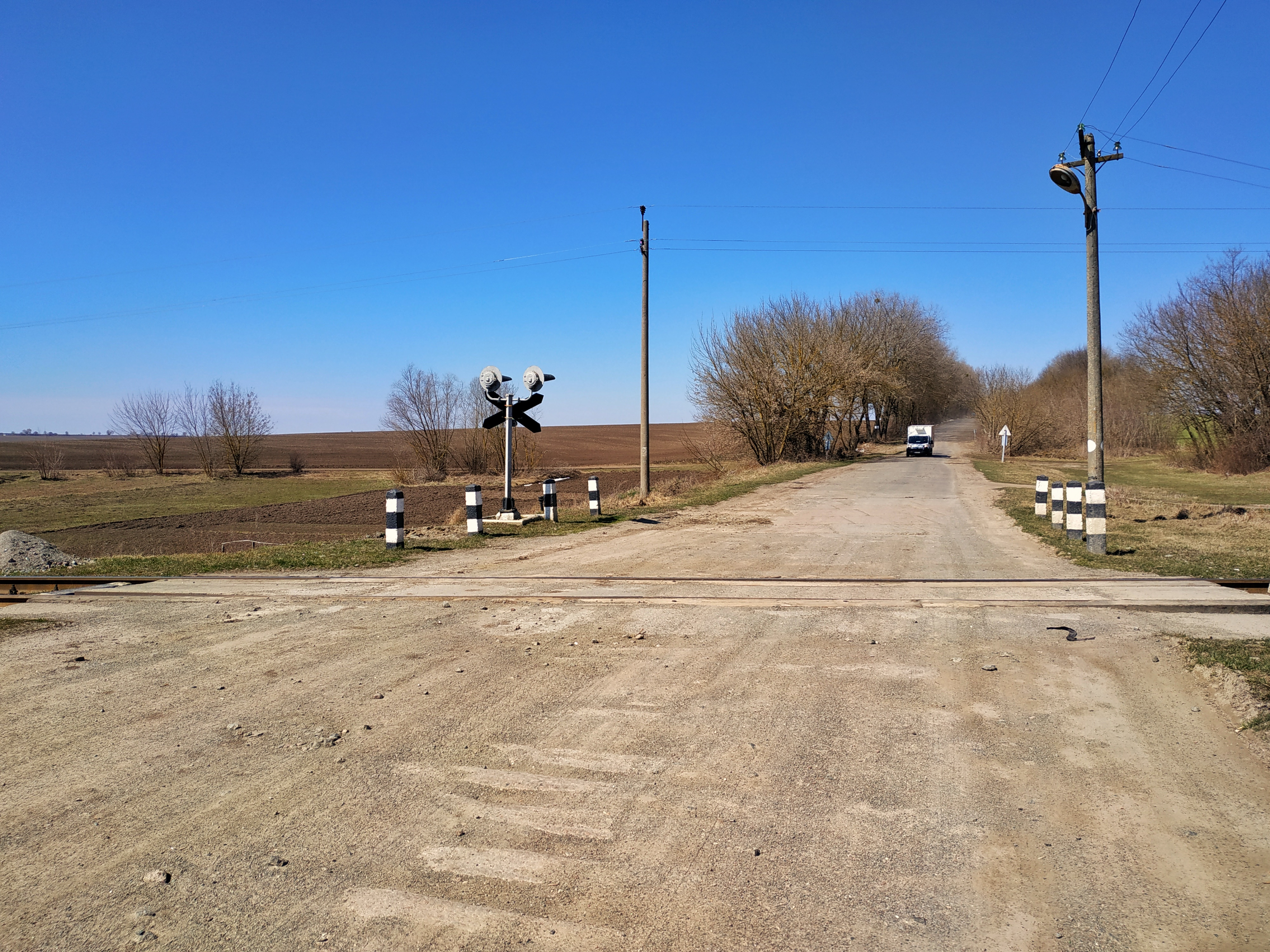
Залізничний переїзд
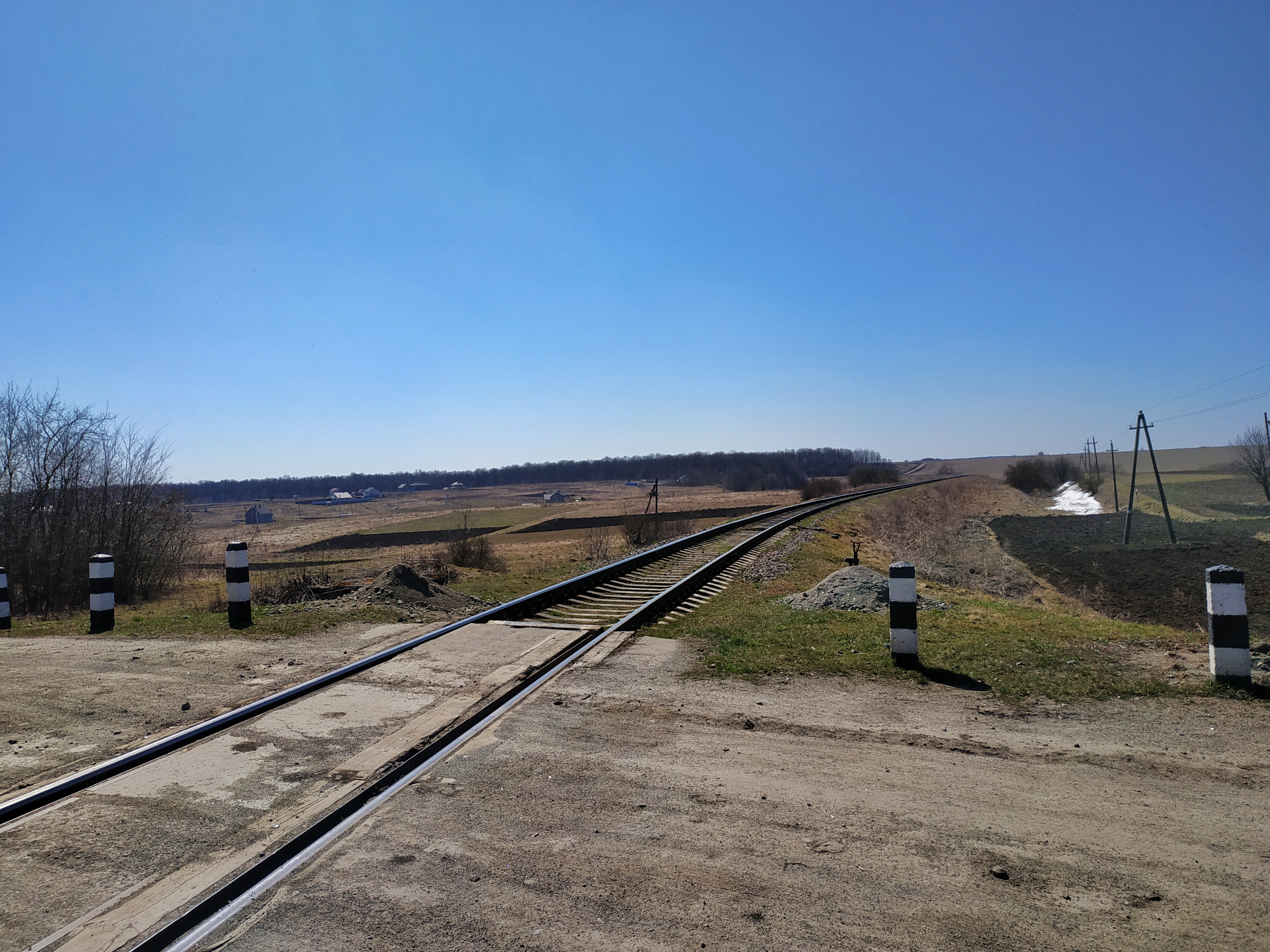
Залізниця західніше Іванківців